# Helenówka (województwo mazowieckie)
Helenówka dawniej też Helenów – wieś w Polsce położona w województwie mazowieckim, w powiecie zwoleńskim, w gminie Zwoleń. Ma status sołectwa.
| SIMC    | Nazwa     | Rodzaj    |
| ------- | --------- | --------- |
| 0642862 | Pod Lasem | część wsi |

W latach 1975–1998 miejscowość administracyjnie należała do województwa radomskiego.
Wierni Kościoła rzymskokatolickiego należą do parafii Podwyższenia Krzyża Świętego w Zwoleniu.